# Bezdružice (zámek)
Bezdružice jsou hrad přestavěný na zámek ve stejnojmenném městě v okrese Tachov. Středověký hrad vznikl před rokem 1330 a byl mnohokrát přestavován. Dochovaná podoba pochází z klasicistní přestavby z let 1772–1776. Areál je chráněn jako kulturní památka.

## Historie
Období výstavby hradu je nejasné. První písemná zmínka o vesnici pochází z roku 1227, ale další je až z roku 1330, kdy Vyšemír z Bezdružic prodal dva pozemky tepelskému klášteru. Předpokládá se, že v té době hrad již stál. V šedesátých a sedmdesátých letech čtrnáctého století hrad patřil Buškovi z Bezdružic považovanému za předka Harantů z Polžic a Bezdružic. Roku 1390 hrad koupil Purkart z Kolovrat, který založil bezdružickou větev rodu Kolovratů. Po něm hrad drželi dva z jeho synů, Purkart a Janek, kteří během husitských válek bojovali na straně plzeňského landfrýdu proti husitům. Po roce 1426 se majitelem hradu stal Purkartův syn Jan, zatímco jeho bratr Albrecht založil Nový hrad u Loun.
Jan Bezdružický z Kolovrat patřil k významným šlechticům, kteří byli roku 1447 členy poselstva ke králi Fridrichovi III., účastnil se zemských sněmů a byl přísedícím zemského soudu. Král Ladislav Pohrobek mu věnoval odúmrtní právo na Bezdružice, které roku 1454 povýšil král Jiří z Poděbrad na městečko. Měl pět synů, z nichž Bezdružice zdědil horlivý katolík Jiří, po kterém je v roce 1528 zdědila vdova Eliška z Fictumu. Po ní panství přešlo na Jetřicha, syna Jiříkova bratra Jana, který padl v Bitvě u Moháče. Jetřich panství roku 1540 prodal Hanuši Elpognarovi z Dolního Šenfeldu za 6 300 kop českých grošů.
Hanušovi synové Jiří a Kašpar zemřeli před rokem 1569, a poručníci nezletilých potomků prodali v roce 1569 zadlužené panství Jáchymovi ze Švamberka, kterému se tak podařilo spojit panství hradů Bezdružic, Švamberka a Gutštejna. Během třicetileté války městečko a hrad vyplenilo švédské vojsko a roku 1680 došlo na bezdružickém panství k velkému poddanskému povstání, při kterém vzbouřenci pronikli na hrad, kde v té době žili jen úředníci. Později byli poraženi vojskem na v bitvě na Ovčím vrchu u Krasíkova.
V roce 1659 zemřel bezdětný Jan Bedřich ze Švamberka, a panství koupil hrabě Jan Kryštof z Heissenštejna, jehož majetek zdědily tři dcery. Bezdružice dostala Marie Kateřina z Heissenštejna, která je prodala Jiřímu Jindřichu Stadionovi. Od něj je v roce 1707 koupila kněžna M. Gertruda Berlepschová, ale pro dluhy jejího manžela panství neudrželi a jejich věřitelé je v roce 1712 prodali knížeti Maxmiliánovi Karlovi z Löwensteina. Kníže Karel Tomáš z Löwensteina zámek v roce 1848 věnoval městu, aby v něm mohlo zřídit kanceláře okresního soudu a berního úřadu. Löwensteinům ale panství patřilo až do roku 1945. V roce 1952 začal zámek sloužit jako rekreační středisko a ozdravovna ČKD Sokolovo v Praze a v roce 1972 k těmto účelům stavebně upraven.

## Stavební podoba
Podoba středověkého hradu je zastřena mladšími stavbami, z nichž zejména vodojem z roku 1909 zničil dochovanou situaci na rozhraní hradního jádra a předhradí. Hrad byl nejspíše dvoudílný, přičemž předhradí se nacházelo v severovýchodní části areálu. Gotické zdivo se dochovalo zejména v budovách postavených okolo přibližně trojúhelníkového nádvoří a původní palác stojí na západní straně. Z jeho nádvorní zdi vybíhají mohutné konzole, které nesly pavlač. Parkán na jihovýchodní straně zaplnily mladší zámecké budovy. Od konce patnáctého století byla součástí hradu také předsunutá bašta.
Z renesanční přestavby se dochovala zejména část budovy podél příjezdové cesty před první bránou a arkády v dolním nádvoří. Podle popisu zámku z roku 1711 v něm stály dvě nové barokní budovy s velkým sálem a dvaceti dalšími místnostmi. Další barokní (nebo klasicistní) přestavba proběhla v letech 1772–1776, během které byly kromě jiného upraveny původně renesanční arkády, postavena budova podél jihovýchodní strany prvního nádvoří a věž vstupní brány.
Poslední velká oprava proběhla v letech 1999–2015.